# Schildersbuurt (Utrecht)
De Schildersbuurt is een buurt in de wijk Oost in Utrecht, de hoofdstad van de Nederlandse provincie Utrecht.
De buurt is een typische uitbreidingswijk uit de jaren twintig van de twintigste eeuw opgezet volgens de kenmerken van een halfopen stedelijk blok. De buurt heeft binnen de wijk een totaal eigen karakter. Het gehele gebied werd tot een kleine woonwijk bestemd met vooral veel middenstandswoningen. Zo werden aan de Minstroom, langs de Rembrandtkade en de Albert Neuhuysstraat al in de jaren twintig de eerste Utrechtse flatwoningen gerealiseerd in een sobere variant van de Amsterdamse School. In het zuidelijke deel van de Jan van Scorelstraat, de hoofdas van de Schildersbuurt, wordt het beeld bepaald door aaneengesloten bebouwing in een vergelijkbare stijl maar met meer gevelsculpturen.
Langs de Prins Hendriklaan ligt waarschijnlijk het bekendste woonhuis van Utrecht: het Rietveld-Schröderhuis uit 1924. Het is een goed voorbeeld van de ideeën van De Stijl in de architectuur. Aan de Waldeck Pyrmontkade staat de beroemde chauffeurswoning, eveneens ontworpen door Gerrit Rietveld.
Abstede · Buiten Wittevrouwen · Galgenwaard · Lodewijk Napoleonplantsoen en omgeving · Maarschalkerweerd · Oosterbuurt · Oudwijk · Rijnsweerd · Rubenslaan en omgeving · Schildersbuurt · Sterrenwijk · Tolsteegsingel en omgeving · Utrecht Science Park · Watervogelbuurt · Wilhelminapark en omgeving